# 鄭浩承
鄭 浩承（Chung Ho Sung、チョン・ホスン、1950年1月3日 - ）は韓国の詩人。慶尚南道河東郡出身。本貫は東萊鄭氏。

## 略歴
1950年1月3日、慶尚南道河東郡に生まれる。1973年、韓国日報新春文芸に『슬픔이 기쁨에게(悲しみが喜びに)』が当選し、登壇した。鄭の詩は、現実の矛盾の中で傷ついた生を描く一方、未来に対しては楽観的な希望をみせている。厳しい社会の中で生活の根拠を奪われた農民と労働者の悲惨な鬱憤と怨恨、そしてその克服のために抵抗する彼らの姿を描いている。『벼꽃(稲の花)』では現実の歴史を「避難民」という単語に集約させ、その中で生きている人々を詠っている。『슬픔이 기쁨에게(悲しみが喜びに)』は持続する悲劇でも、その悲劇と戦う力は民衆にあるということを認識させている。鄭の詩的世界は、人間を擁護し民衆を信頼する楽観主義と、冷徹な現実認識に基づいており、聞き慣れた日常の言語を詩の中で採用している。

## 年譜
- 1950年1月3日、慶尚南道河東郡に生まれる。[1]
- 1989年、第3回素月詩文学賞受賞。
- 2000年、第12回鄭芝溶文学賞受賞。
- 2006年、第9回韓国カトリック文学賞受賞。
- 2009年、第4回智異山文学賞受賞。
- 2011年、第19回空超文学賞受賞。

## 代表作品
- 1979年、슬픔이 기쁨에게)(悲しみが喜びに) [4][5]
- 1982年、서울의 예수(ソウルのイエス)
- 1987年、새벽편지(夜明け手紙)
- 1990年、별들은 따뜻하다(星たちは温かい)
- 1993年、서울에는 바다가 없다(ソウルには海がない)
- 1997年、사랑하다가 죽어버려라(愛して死んでしまえ)
- 1998年、외로우니까 사람이다(寂しいから人である)
- 1998年、연인(恋人)
- 1999年、항아리(壺)
- 1999年、눈물이 나면 기차를 타라(涙が出たら汽車に乗れ)
- 2000年、모닥불(焚火)
- 2003年、기차이야기(汽車話)
- 2004年、이 짧은 동안(この短い間)
- 2007年、포옹(抱擁)
- 2010年、밥값(食代) 、의자(椅子)

## 日本語で読める作品
- 『ソウルのイエス―鄭浩承詩選集』、韓成礼訳、本多出版、2008、ISBN 4894454440